# 法图·本苏达
法图·波姆·本苏达（英語：Fatou Bom Bensouda；1961年1月31日—），原姓尼安（Nyang），是冈比亚的律师，曾任国际刑事法院首席检察官。因本苏达被指控违反罗马规约司法管辖权而对美军在阿富汗的战争罪展开“非法”调查，美国特朗普政府在2020年9月2日开始将本苏达列入特别指定国民和被封锁人员，禁止美国公民及公司与其有任何商业往来，直到2021年4月2日被拜登政府取消。

## 工作經歷
本苏达自2004年起担任国际刑事法院起诉司副检察官，自2012年6月起担任国际刑事法院首席检察官。在进入国际刑事法院之前，她最初为冈比亚一家商业银行的总经理，其后于1998年至2000年担任冈比亚司法部长和检察總长。其后她在卢旺达国际刑事法庭（International Criminal Tribunal for Rwanda, ICTR）担任法律顾问和审判律师的职位。

### 因調查阿富汗人權問題遭到美國制裁
2017年11月本苏达提交审案，要求对美军、美国情报体系人员、阿富汗安全部队和塔利班各方在阿富汗所涉的战争罪和反人类罪展开调查。美国政府後來在過程中對此人權人士進行還擊，在2019年4月将其美国签证作废，因为除对驻阿富汗美军提起调查外，她还会调查美军在波兰、立陶宛和罗马尼亚等地的秘密扣押和审讯。2020年3月国际刑事法院批准并对本苏达授权调查阿富汗的各方战争罪行，以及美军在东欧的秘密扣押和审讯行为。美国政府並對此行為表達不滿，指控其违反罗马规约的司法管辖权并进行“非法调查”，在同年9月2日开始将本苏达列入特别指定国民和被封锁人员，正式进行制裁。這樣壓制調查人員的作法使得联合国对此表示密切关注。
2021年4月2日，美國國務卿安東尼·布林肯改變立場，宣布取消對調查阿富汗戰爭的國際刑事法院首席檢察官法圖·本蘇達的制裁。同时布林肯重申，华盛顿仍将继续反对国际刑事法院“对美国和以色列等非缔约国人员行使管辖权的企图”。